# Михайловка (Свердловский район)
Михайловка — деревня в Свердловском районе Орловской области. Входит в состав Богодуховского сельского поселения.

## География
Деревня расположена на берегу ручья Верховатый. 
Уличная сеть представлена одним объектом: Прудная улица. 
Географическое положение: в 15 километрах от районного центра — посёлка городского типа Змиёвка, в 48 километрах от областного центра — города Орёл и в 350 километрах от столицы — Москвы.

## Население
| 2010 |
| ---- |
| 1    |